# Marie Niedner
Marie Niedner (* 17. März 1863 in Wiesbaden; † 1945 in Leipzig) war eine deutsche Chefredakteurin, Fachbuch-Herausgeberin und Fachschriftstellerin für Mode und Haushaltsangelegenheiten.

## Leben und Arbeit
Marie Niedner war eine Tochter des Verlagsbuchhändlers Julius Niedner. Ihre Ausbildung erhielt sie in ihrer Geburtsstadt Wiesbaden und in Berlin. Ab 1892 war sie Mitarbeiterin der 1891 gegründeten Deutschen Moden-Zeitung in Leipzig. 1911 übernahm sie die Chefredaktion der Zeitschrift. Marie Niedner war Mitherausgeberin und Fachschriftstellerin zahlreicher Handarbeitsbücher. Zu den bekanntesten von ihr mit verfassten und bereits seit den 1980er Jahren als Faksimile wieder aufgelegten Fachbüchern gehören u. a. das Das Buch der Wäsche, Das Buch der Haus-Schneiderei und Das Buch zum Selbstanfertigen der Kinder-Kleidung.
Sie starb im Januar 1945 und wurde am 8. Januar 1945 in Leipzig beigesetzt.